# Prisonnières de la vallée des dinosaures
Pour plus de détails, voir Fiche technique et Distribution.
Prisonnières de la vallée des dinosaures (Nudo e selvaggio) est un film d'aventure et d'horreur italo-brésilien réalisé par Michele Massimo Tarantini, sorti en 1985.

## Synopsis
Un avion s'écrase en pleine jungle amazonienne. Les survivants vont devoir combattre cannibales, marchands d'esclaves, animaux sauvages et piranhas pour s'en sortir.

## Fiche technique
- Titre : Prisonnières de la vallée des dinosaures
- Titre original italien : Nudo e selvaggio
- Titre brésilien : Perdidos no Vale dos Dinossauros ou A Baixada dos Dinosauros
- Réalisation : Michele Massimo Tarantini
- Scénario : Michele Massimo Tarantini et Dardano Sacchetti
- Production : Chris Rodrigues
- Sociétés de production : Doral Film et DMV Distribuzione
- Photographie : Edson Batista
- Montage : Michele Massimo Tarantini
- Décors : Mauro Monteiro
- Costumes : Zenilda Barbosa
- Pays d'origine :  Italie,  Brésil
- Format : Couleurs - 1,85:1 - Mono - 35 mm
- Genre : Action, aventure et horreur
- Durée : 88 minutes
- Dates de sortie :
  -  Italie : 13 août 1985
  -  France : 23 juillet 1986
- Film interdit aux moins de 18 ans lors de sa sortie en France. Actuellement Interdit aux moins de 16 ans.

## Distribution
- Michael Sopkiw : Kevin Hall
- Suzane Carvalho : Eva Ibañez
- Milton Morris : le capitaine John Heinz
- Marta Anderson : Betty Heinz
- Jofre Soares : José
- Gloria Cristal : Monica
- Susan Hahn : Belinda
- Maria Reis : Myara
- Andy Silas : China
- Leonidas Bayer : le professeur Pedro Ibañez
- Carlos Imperial : le pilote
- Adalberto Silva : le réceptionniste
- Samuka : le chef de tribu
- Jonas Dalbecchi : Carlito

## Autour du film
- Le tournage s'est déroulé dans la forêt amazonienne, ainsi qu'à Rio de Janeiro.
- C'est une suite du Cannibal Ferox réalisé par Umberto Lenzi en 1981.
- La plupart des cannibales du film sont interprétés par des militaires brésiliens en permission.
- L'acteur Samuka, qui interprète le chef de la tribu, a dû manger un cœur de porc cru dans la scène où il est censé dévorer celui d'un homme.